# 흑성산성
흑성산성(黑城山城)은 대한민국 충청남도 천안시 목천읍에 있는 흑성산 정상을 둘러싼 산성이다. 2000년 1월 11일 충청남도 문화재자료 제364호로 지정되었다.

## 개요
《세종실록지리지》 충청도 목천현에는 “흑성석성은 형치소에 있는데 높고 험한다. 둘레는 739보이며, 우물 1개가 있는데, 동절기와 하절기에 간흑 마른다”라고 기록되어 있다. “흑성산성은 석축으로 둘레는 2,290척이고, 높이는 6척, 가운데 못이 하나 있고, 가물 때에는 비를 빈다”라고 기록되어 있다. 흑성산 정상부에 테뫼식으로 축조 되었고, 둘레는 570m이나 현재 그 내부 중심부에는 미군시설과 한국방송공사, 대전방송의 송신소가 위치해 있으며, 훼손이 심해 원형을 찾기 힘들다.

## 같이 보기
- 흑성산